# Сръчен човек
Сръчният човек (Homo habilis) е изчезнал вид от род Човек, живял преди приблизително 2,5 до 1,8 милиона години. Наред с Homo rudolfensis, той е смятан за един от най-старите видове в род Homo. Предполага се, че произлиза от вид австралопитеци, но прекият му предшественик може и да е Homo rudolfensis
Фосилни останки от Homo habilis са намерени заедно с каменни оръдия. Няма данни за използване на огън от Homo habilis.
Homo habilis е много подобен до австралопитеците, но лицето му е било по-малко издадено от това на Australopithecus africanus. Мъжките индивиди са били с тегло около 45 кг. Формата на мозъка е подобна повече до тази на човека. Противопоставянето на палеца на останалите пръсти е осигурявало по-мощно захващане и по-точно боравене със сечивата. При мозъчна отливка е видим центърът на Брока, който е основен за речта и предполага възможна способност за рудиментарен говор.
При Homo habilis може да се допусне възможността за артикулация в стремежа за изразяване. Намалените кучешки зъби предполагат, че Homo habilis е бил всеяден, но не толкова ловец, колкото мършояд. Homo habilis се характеризира с определен сексуален диформизъм, което включва важни морфологични разлики между мъжки и женски индивиди. Homo habilis е имал по-висок ръст от австралопитеците и по-голям обем на черепната кутия, което означава и по-голям мозък. Стратегиите им за преживяване са били плодове, корени, ядки, които те са намирали естествено в диво състояние. По всяка вероятност са се придвижвали на групи, чиято големина е зависела от достъпността на хранителните ресурси и евентуалните опасности. Останки от този вид са намерени заедно с животински кости и най-примитивни каменни сечива на различни места в Африка. Homo habilis по всяка вероятност е ловувал дивеч, а също така е изсмуквал костния мозък.
Най-древните сечива са открити в находището Gona, Етиопия и са датирани на 2,6 – 2,55 млн. години. Последните са открити заедно с костни останки от два вида австралопитеци – Australopithecus garhi, Australopithecus aethiopicus, а така също и останки от рода Homo, вероятно Homo habilis.
Homo habilis се е появил на територията на Африка преди повече от 2 млн. години, което поставя въпросът кой пръв е използвал сечива – последните австралопитеци или първите хора. Но докато по отношение на оръдията за австралопитеките може само да се предполага, че те са използвали сечива спорадично, то човекът е този, който никога не се е разделил с тях. В продължение на повече от 2 милиона години човекът извървява своя път от каменните сечива до космическите кораби. Сечивата са неотменима част от неговата култура – или това, което отличава човекът от всички останали видове.
Подобен проблем възниква и след откритията в Олдувайската клисура, където са намерени каменни сечива, използвани при дейности, като стриване, разтрошаване, рязане, стъргане. Тези каменни оръдия са асоциирани с Homo habilis (въпреки че те биха могли да бъдат свързани с един от видовете австралопитеци – Australopithecus robustus). Тези сечива са известни с термина „олдувайски“, поради това че са открити в долината Олдувай, и се отнасят към т.нар. Олдувайска индустрия. Това са едностранно обработени сечива – т.нар. chopper и двустранно обработени или chopping, които се появяват към периода 2,5 – 2,4 млн. години и се свързват с първия човешки вид – Хомо хабилис. Датирането на сечивата изпреварва намерените дотогава костни останки от Хомо хабилис.
Habilis е срещан в различни форми – сравнително много за един-единствен вид. Най-добре запазеният череп, известен в науката като Homo rudolfensis (фосил ER 1470), се отнася към Homo habilis. KNM-ER 1470, Homo habilis (или Homo rudolfensis) е открит от Бернадр Нгенео през 1972 г. в Коби Фора, Кения. Възрастта е определена на 1,9 милиона години, черепът е с обем 750 куб.см.
В пещерата Wonderwerk Cave, Южна Африка са открити каменни сечива на 2 млн. години, вероятно дело на Homo habilis.